# Persone di nome Maria/Senza attività specificata
| Questa pagina contiene informazioni ricavate automaticamente dalle voci biografiche con l'ausilio del template Bio e di un bot. L'aggiornamento è periodico e automatico e ricostruisce completamente la pagina. Se manca una persona in questa lista, sei pregato di non aggiungerla, ma accertati piuttosto che la sua voce biografica contenga il template Bio e che i dati anagrafici siano correttamente compilati. Se il template Bio manca, inseriscilo tu stesso o, in alternativa, metti l'avviso {{tmp\|Bio}} che ne segnala la mancanza. Se i dati riportati sono sbagliati, correggi direttamente la voce biografica; le modifiche saranno visibili in questa lista entro pochi giorni. Per chiarimenti vedi il progetto antroponimi. La lista contiene solo le 96 persone che sono citate nell'enciclopedia e per le quali è stato implementato correttamente il template Bio. Pagina aggiornata al 6 ago 2025. |

Questa è una lista di persone presenti nell'enciclopedia che hanno il nome Maria e sono senza attività specificata.

## A(1)
- Maria Artini, ingegnera italiana (Milano, n. 1894 - † 1951)

## B(8)
- Maria Elisabetta Guglielmina di Baden, duchessa (Karlsruhe, n. 1782 - Bruchsal, † 1808)
- Manon Balletti, francese (n. 1740 - † 1776)
- Maria Bergamas, italiana (Gradisca d'Isonzo, n. 1867 - Trieste, † 1953)
- Maria Bertoletti, italiana (Pilcante - Palù di Brentonico, † 1716)
- Maria Cristina Bezzi-Scali, italiana (Roma, n. 1900 - Roma, † 1994)
- Maria di Bohun, contessa inglese (Peterborough, † 1394)
- Maria Alessandrina Bonaparte (Roma, n. 1818 - Perugia, † 1874)
- Marga Boodts, tedesca (Germania, n. 1895 - Sala Comacina, † 1976)

## C(4)
- Maria Concetta Cacciola, italiana (Taurianova, n. 1980 - Rosarno, † 2011)
- Maria Calegari, ex ballerina statunitense (New York, n. 1957)
- Maria Barbara Carillo, spagnola (Jaén, n. 1625 - Madrid, † 1721)
- Maria Comnena, bizantina (Costantinopoli, n. 1152 - Costantinopoli, † 1182)

## D(35)
- Maria d'Asburgo (Bruxelles, n. 1505 - Cigales, † 1558)
- Maria Amalia d'Asburgo (Vienna, n. 1701 - Monaco di Baviera, † 1756)
- Maria Leopoldina d'Asburgo, austriaca (Innsbruck, n. 1632 - Vienna, † 1649)
- Maria Cristina d'Asburgo-Lorena, duchessa (Vienna, n. 1742 - Vienna, † 1798)
- Maria Antonia di Braganza, duchessa portoghese (Wertheim, n. 1862 - Colmar-Berg, † 1959)
- Maria Anna di Braganza, duchessa (Bronnbach, n. 1861 - New York, † 1942)
- Maria Dalle Donne, medica e ginecologa italiana (Roncastaldo, n. 1778 - Bologna, † 1842)
- Maria Drago, italiana (Pegli, n. 1774 - Genova, † 1852)
- Maria Anna Sofia di Sassonia (Dresda, n. 1728 - Monaco di Baviera, † 1797)
- Maria Anna d'Asburgo (Wiener Neustadt, n. 1634 - Madrid, † 1696)
- Maria Anna d'Asburgo (Graz, n. 1610 - Monaco di Baviera, † 1665)
- Maria Antonia d'Austria (Vienna, n. 1669 - Vienna, † 1692)
- Maria Antonia di Baviera (Castello di Nymphenburg, n. 1724 - Dresda, † 1780)
- Maria Antonietta d'Asburgo-Lorena (Vienna, n. 1755 - Parigi, † 1793)
- Maria Beatrice d'Este, duchessa (Modena, n. 1750 - Vienna, † 1829)
- Maria Cristina di Borbone-Due Sicilie, spagnola (Palermo, n. 1806 - Le Havre, † 1878)
- Maria Dorotea d'Asburgo-Lorena, austriaca (Alcsút, n. 1867 - Alcsút, † 1932)
- Maria Francesca del Palatinato-Sulzbach, contessa (Schwetzingen, n. 1724 - Sulzbach, † 1794)
- Maria Giuseppa di Baviera (Monaco di Baviera, n. 1739 - Vienna, † 1767)
- Maria Luisa di Borbone-Spagna, spagnola (Madrid, n. 1782 - Roma, † 1824)
- Maria d'Austria, duchessa (Praga, n. 1531 - Niederzier, † 1581)
- Maria di Borgogna, duchessa (Bruxelles, n. 1457 - Bruges, † 1482)
- Maria di Spagna (Madrid, n. 1528 - Villa Monte, † 1603)
- Maria di Calabria, italiana (Napoli, n. 1328 - Napoli, † 1366)
- Maria d'Este, duchessa italiana (Modena, n. 1644 - Parma, † 1684)
- Menina Izildinha, portoghese (Póvoa de Lanhoso, n. 1897 - Guimarães, † 1911)
- Maria Anna del Palatinato-Neuburg (Düsseldorf, n. 1667 - Guadalajara, † 1740)
- Maria Amelia di Baden, duchessa (Karlsruhe, n. 1817 - Baden-Baden, † 1888)
- Maria Ludovica Teresa di Baviera, duchessa (Lindau, n. 1872 - Lindau, † 1954)
- Maria di Clèves, duchessa (Cleves, n. 1426 - Blois, † 1487)
- Maria di Francia, francese (n. 1198 - † 1224)
- Maria di Lusignano, contessa (n. 1215 - † 1251)
- Maria Anna Ferdinanda di Braganza, portoghese (Lisbona, n. 1843 - Dresda, † 1884)
- Maria Isabella di Borbone-Spagna, spagnola (Madrid, n. 1789 - Portici, † 1848)
- Maria Teresa Raffaella di Borbone-Spagna, spagnola (Madrid, n. 1726 - Versailles, † 1746)

## E(2)
- Maria Elisabetta di Eggenberg, austriaca (Graz, n. 1640 - Vienna, † 1715)
- Maria di Trastámara (Segovia, n. 1401 - Valencia, † 1458)

## F(1)
- Maria Teresa Ferrari, medica e docente argentina (Buenos Aires, n. 1887 - † 1956)

## G(3)
- Maria Gerboth, combinatista nordica tedesca (n. 2002)
- Maria Adriana Giusti, architetta e storica italiana (Vecchiano, n. 1950)
- Maria Luisa di Gonzaga-Nevers (Nevers, n. 1611 - Varsavia, † 1667)

## I(1)
- Maria Rosa Inzoli, medica italiana (Mandello del Lario, n. 1927 - Brescia, † 2017)

## K(1)
- Maria Kristina Kiellström, svedese (n. 1744 - † 1798)

## L(4)
- Maria Luisa Larisch-Wallersee, contessa (Augusta, n. 1858 - Augusta, † 1940)
- Ria Lubbers, olandese (Rotterdam, n. 1940 - L'Aia, † 2024)
- Maria Elisabeth Lämmerhirt, tedesca (Erfurt, n. 1644 - Eisenach, † 1694)
- Maria I di Guisa, duchessa francese (Parigi, n. 1615 - Parigi, † 1688)

## M(22)
- Maria Anna Mancini, duchessa italiana (Roma, n. 1649 - Clichy, † 1714)
- Maria di Sicilia, duchessa (Catania, n. 1363 - Lentini, † 1401)
- Maria di Francia, contessa (n. 1145 - † 1198)
- Maria Emanuela d'Aviz, portoghese (Coimbra, n. 1527 - Valladolid, † 1545)
- Maria di Berry, contessa (n. 1375 - Lione, † 1434)
- Maria di Cleofa
- Maria del Lussemburgo, francese (Issoudun, † 1324)
- Maria di Sassonia (Weimar, n. 1515 - Wolgast, † 1583)
- Maria Cristina d'Orléans (Siviglia, n. 1852 - Siviglia, † 1879)
- Maria Cavaco Silva, portoghese (Silves, n. 1938)
- Maria del Lussemburgo, duchessa francese (Lamballe, n. 1562 - Anet, † 1623)
- Maria di Brabante, contessa († 1338)
- Maria d'Avesnes, contessa di Blois, contessa († 1241)
- Maria di Gheldria, duchessa (n. 1328 - † 1397)
- Maria Aurora di Sassonia, francese (Parigi, n. 1748 - Nohant-Vic, † 1821)
- Maria Aurora von Spiegel (n. 1681 - † 1733)
- Maria di Bulgaria
- Marie-Louise Martin, monaca cristiana francese (Alençon, n. 1860 - Lisieux, † 1940)
- Maria Elisabetta Vasa, duchessa svedese (Tre Kronor, n. 1596 - Bråborg, † 1618)
- Maria di Blois, duchessa (n. 1323 - † 1363)
- Maria di Boulogne, contessa (Sainte-Austreberthe, † 1182)
- Maria Lanceata Morelli, monaca cristiana italiana (Dunarobba, n. 1704 - Montecastrilli, † 1762)

## P(6)
- Maria Maddalena de' Pazzi, monaca cristiana, mistica e santa italiana (Firenze, n. 1566 - Firenze, † 1607)
- Edvige del Palatinato-Sulzbach, contessa (Sulzbach, n. 1650 - Amburgo, † 1681)
- Maria Pascoli, italiano (San Mauro di Romagna, n. 1865 - Castelvecchio di Barga, † 1953)
- Maria Plozner Mentil, italiana (Timau, n. 1884 - Paluzza, † 1916)
- Maria Adriana Prolo, storica del cinema italiana (Romagnano Sesia, n. 1908 - Romagnano Sesia, † 1991)
- Maria Puteolana, italiana

## S(5)
- Maria di Sassonia-Altenburg, tedesca (Eisenberg, n. 1854 - Kamenz, † 1898)
- Maria di Belgorod, russa (n. 1740 - † 1822)
- Maria di Schwarzburg-Rudolstadt, tedesca (Raben Steinfeld, n. 1850 - l'Aia, † 1922)
- Maria Ann Smith, agricoltrice australiana (Peasmarsh, n. 1799 - Ryde, † 1870)
- Maria Fitzherbert, britannica (Castello di Tong, n. 1756 - Steine House, Brigton, † 1837)

## T(1)
- Maria Augusta di Thurn und Taxis, duchessa (Francoforte sul Meno, n. 1706 - Göppingen, † 1756)

## V(1)
- Maria Versfelt, olandese (Lith, n. 1776 - Bruxelles, † 1845)

## Z(1)
- Maria Elizabeth Zakrzewska, medica tedesca (Berlino, n. 1829 - Jamaica Plain, † 1902)